# Lijst van oorlogsmonumenten in Westerwolde
De Nederlandse gemeente Westerwolde heeft 12 oorlogsmonumenten. Hieronder een overzicht.
| Nr.  | Object                                                                   | Herdachte groep | Ontwerper                                                                 | Onthulling      | Type            | Locatie                          | Plaats       | Coördinaten                  | Foto                                 |
| ---- | ------------------------------------------------------------------------ | --- | ------------------------------------------------------------------------- | --------------- | --------------- | -------------------------------- | ------------ | ---------------------------- | ------------------------------------ |
| 40   | Gedenkbank voor Albert Wubs                                              | verzet Nederland |                                                                           |                 | gedenkbank      | Hoofdweg/Albert Wubsweg          | Wedderveer   |                              |                                      |
| 273  | Oorlogs- en verzetsgedenkteken                                           | algemeen, militairen in dienst van het Ned. Kon. 1940-1945, burgerslachtoffers, vervolgden Nederland, verzet Nederland | Wladimir de Vries                                                         | 5 mei 1950      | beeld/sculptuur | Hoofdweg, 9698 AA                | Wedderveer   | 53° 5' 25" NB, 7° 4' 17" OL  | Oorlogs- en verzetsgedenkteken       |
| 1841 | Joods Monument                                                           | vervolgden Nederland                                                                                                   |                                                                           | 3 april 1989    | plaquette       |                                  | Bourtange    | 53° 0' 36" NB, 7° 11' 10" OL | Joods Monument                       |
| 1845 | Monument voor Belgische Vliegers                                         | geallieerde militairen                                                                                                 | J. Bosboom                                                                | 12 april 1950   | gedenksteen     | Mussel A Kanaal Zuid, 9541 VR    | Veele        | 53° 2' 46" NB, 7° 6' 48" OL  |                                      |
| 1846 | Monument voor Geallieerde Militairen                                     | geallieerde militairen                                                                                                 | Lidi van Mourik Broekman (20-06-1917)                                     |                 | beeld/sculptuur | Kerkstraat, 9541 CD              | Vlagtwedde   | 53° 1' 42" NB, 7° 6' 32" OL  | Monument voor Geallieerde Militairen |
| 1851 | Oorlogsmonument                                                          | allen, burgerslachtoffers                                                                                              | L. Spaminga (ontwerp), M. Schuiling (uitvoering), H. Aalders (uitvoering) | 4 mei 1948      | zuil            | Rütenbrockerweg, 9561 NT         | Ter Apel     | 52° 50' 59" NB, 7° 5' 7" OL  | Oorlogsmonument                      |
| 1852 | Gedenkraam in het gemeentehuis                                           | algemeen, allen | Jentsje Popma                                                             | 1954-9-7        | glas-in-lood    | Dorpsstraat 1, 9551 AB           | Sellingen    | 52° 56' 48" NB, 7° 8' 49" OL |                                      |
| 2603 | Plaquette voor Poolse militairen                                         | geallieerde militairen                                                                                                 | Ruud Nobbe (01-02-1927)                                                   | 14 april 2005   | plaquette       | Marktplein 9, 9545 PH            | Bourtange    | 53° 0' 24" NB, 7° 11' 32" OL |                                      |
| 3169 | Joods monument                                                           | vervolgden Nederland                                                                                                   | J.J. Spanninga                                                            | 2004            | gedenksteen     | Oosterstraat/Schotslaan, 9561 TD | Ter Apel     | 52° 52' 23" NB, 7° 4' 23" OL | Joods monument                       |
| 3405 | Plaquette voor Ella en Mozes Braaf                                       | vervolgden Nederland                                                                                                   |                                                                           | 29 januari 2009 | gedenksteen     | Bisschopsweg 36, 9545 TN         | Bourtange    | 53° 0' 22" NB, 7° 12' 12" OL | Plaquette voor Ella en Mozes Braaf   |
| 3722 | Joods Monument                                                           | vervolgden Nederland, burgerslachtoffers                                                                               | Efraïm Milikowski                                                         | 21 maart 2010   | gedenksteen     | Kerkweg 31, 9695 ET              | Bellingwolde | 53° 7' 8" NB, 7° 10' 19" OL  | Joods Monument                       |
|      | Herdenkingsstenen, soortgelijke en afgeleide projecten van Stolpersteine | vervolgden Nederland                                                                                                   |                                                                           |                 | reliëf          |                                  | Bellingwolde |                              | Meer afbeeldingen                    |

Eemsdelta ·
Groningen ·
Het Hogeland ·
Midden-Groningen ·
Oldambt ·
Pekela ·
Stadskanaal ·
Veendam ·
Westerkwartier ·
Westerwolde